# Jean-Loup Felicioli
Jean-Loup Felicioli, né le 18 juillet 1960 à Albertville, est un réalisateur et animateur de cinéma d'animation français.
Ils sont, avec son co-réalisateur, Alain Gagnol, connus pour l'énergie et l'émotion que dégagent leurs films. Les auteurs ajoutent une note particulière à leurs films avec le non respect des proportions et des lois de l'équilibre. Dans leur travail d'équipe, Alain Gagnol s'occupe davantage des scénarios, Jean-Loup Felicioli du graphisme, et ils réalisent ensemble. Leurs films sont dessinés à la main, scannés, puis colorié sur ordinateur. Les auteurs sont attachés à ce mode traditionnel de dessin à la main. Dans Phantom Boy, les décors inspirés de New York sont dessinés à la craie sur du papier canson

## Biographie
Né en 1960 à Albertville, il fait les écoles des Beaux Arts d'Annecy, Strasbourg, Perpignan et Valence, où il pratique la peinture.
Il est animateur depuis 1987 au studio Folimage, basé à Bourg-lès-Valence.
Il réalise avec Alain Gagnol « L'égoïste », court-métrage d'animation multiprimé.
En 1998, sort Les Tragédies minuscules, une série de courts-métrages co-réalisés avec Alain Gagnol à destination des chaînes de télévision françaises, Arte et Canal+.
Il est concepteur de production du film La Prophétie des Grenouilles sorti en 2003.
En janvier 2012, il a été nommé à la 36e cérémonie des César, ainsi qu'à l'Academy Awards pour l'Oscar du meilleur film d'animation, avec son film Une vie de chat.
En 2015, le film Un plan d'enfer est sélectionné par UniFrance pour le 14e Prix UniFrance du Court-Métrage à Cannes.
Ses animations sont souvent scénarisées par Alain Gagnol. Ils ont réalisé ensemble deux longs-métrages produits par Jacques-Remy Girerd, Une vie de chat sorti sur les écrans français en 2010 puis Phantom Boy en 2015.
Phantom Boy est diffusé au festival du film de Turin dans la section enfants, après une avant-première à Annecy.

## Filmographie

### Courts métrages
- 1986 : L'Eléphant et la baleine, de Jacques-Rémy Girerd ;
- 1988 : Amerlock, de Jacques-Rémy Girerd ;
- 1989 : Sculpture/Sculptures ;
- 1991 : Le Wall ;
- 1995 : L’Égoïste ;
- 1998 : Les Tragédies minuscules ;
- 2001 : Le Nez à la fenêtre ;
- 2005 : Le Couloir ;
- 2006 : Mauvais temps ;
- 2015 : Un Plan d'enfer (One Hell of a Plan) ;
- 2018 : Le chat qui pleure

### Longs métrages
- 2003 : La Prophetie des grenouilles, directeur artistique
- 2010 : Une vie de chat, co-réalisateur avec Alain Gagnol, concepteur graphique
- 2015 : Phantom Boy, co-réalisateur avec Alain Gagnol
- 2023 : Nina et le Secret du hérisson, co-réalisateur avec Alain Gagnol